# Референдумы в Лихтенштейне (1973)
Референдумы 1973 года в Лихтенштейне проходили 11 февраля и 14 октября. Февральский референдум по женскому избирательному праву был отклонён 55,9 % голосов. В октябре прошли референдумы по изменению избирательной системы и по снижению избирательного барьера с 18 до 8 %. Оба предложения были одобрены.

## Контекст

### Женское избирательное право
Референдум касался расширения права голоса для женщин. Это был факультативный референдум парламентского происхождения: Ландтаг решил представить на всенародное голосование проект конституционной поправки к Статьям № 29 и 110-бис, единогласно поддержанной парламентом 18 декабря 1972 года в рамках Статьи № 66 Конституции и Статье № 111 о конституционных изменениях.
В 1968 году по народной инициативе проводился консультативный референдум по женскому избирательному праву. Голоса мужчин и женщин подсчитывались раздельно. Большинство мужчин были «против» (60 %), в то время как женщины были «за» лишь немногим более 50 %. Два года спустя правящая коалиция Прогрессивной гражданской партии и Патриотического союза представила в парламент проект поправки к Статье № 29 Конституции, вводящей избирательное право для женщин, и предлагает его для всенародного голосования путем факультативного референдума. Мужское население, единственное, которое могло легально голосовать, отклонило поправку 56 % голосов.

### Новая избирательная система
Референдум по новому избирательному закону и созданию системы льготного голосования на выборах в законодательные органы, проводимые по пропорциональной системе.
Это был факультативный референдум парламентского происхождения: перед лицом оппозиции части правительственной коалиции Ландтаг решил представить законопроект, поддержанной парламентом 17 июля 1973 года, для всенародного голосования в рамках Статьи № 66 Конституции. Законопроект позволял избирателям выбирать кандидатов из партийного списка, за который они голосуют, ранжируя их в порядке предпочтения. Ранее избиратели могли голосовать только за список и указывать, какого кандидата в этом списке они предпочитают.

### Снижение избирательного барьера
Референдум об установлении избирательного порога в 8 % на парламентских выборах.
Это был факультативный референдум парламентского происхождения: Ландтаг представил на всенародное голосование законопроект, единогласно поддержанный парламентом 17 июля 1973 года, в рамках Статьи № 66 Конституции и Статье № 111 о конституционных изменениях.
Со времени молчаливых выборов 1939 года и до 1963 года выборы в Ландтаг проводились с избирательным порогом в 18 %. На выборах в законодательные органы в 1962 году Христианско-социальная партия не получила ни одного места, набрав 10,1 % голосов, после чего партия подала апелляцию в Конституционный суд, который в результате отменил в том же году порог в 18 % избирательного закона, считая его неконституционным. В 1972 году население отвергло референдум, в котором предлагалось одновременно установить избирательный порог в 8 % и увеличить количество мест в Ландтаге.

## Результаты

### Женское избирательное право
| Выбор                               | Голоса | %    |
| ----------------------------------- | ------ | ---- |
| За                                  | 1 675  | 44,1 |
| Против                              | 2 126  | 55,9 |
| Недействительных/пустых бюллетеней  | 55     | -    |
| Всего                               | 3 856  | 100  |
| Зарегистрированных избирателей/Явка | 4 483  | 86,0 |
| Источник: Démocratie Directe        |        |      |

### Новая избирательная система
| Выбор                               | Голоса | %    |
| ----------------------------------- | ------ | ---- |
| За                                  | 1 705  | 55,8 |
| Против                              | 1 349  | 44,2 |
| Недействительных/пустых бюллетеней  | 276    | -    |
| Всего                               | 3 330  | 100  |
| Зарегистрированных избирателей/Явка | 4 528  | 73,5 |
| Источник: Démocratie Directe        |        |      |

### Снижение избирательного барьера
| Выбор                               | Голоса | %    |
| ----------------------------------- | ------ | ---- |
| За                                  | 2 086  | 67,9 |
| Против                              | 987    | 32,1 |
| Недействительных/пустых бюллетеней  | 264    | -    |
| Всего                               | 3 337  | 100  |
| Зарегистрированных избирателей/Явка | 4 528  | 73,7 |
| Источник: Démocratie Directe        |        |      |